# Sorana Cîrstea
Sorana Cîrstea (født 7. april 1990 i Bukarest, Rumænien) er en professionel tennisspiller fra Rumænien.